# Cold Mountain (Oper)
Cold Mountain ist eine Oper in zwei Akten von Jennifer Higdon (Musik) mit einem Libretto von Gene Scheer nach dem Roman Unterwegs nach Cold Mountain von Charles Frazier. Die Uraufführung fand am 1. August 2015 in der Santa Fe Opera statt.

## Handlung
Die Oper behandelt die tragische Liebesgeschichte von Ada und Inman vor dem Hintergrund des Amerikanischen Bürgerkriegs. Kurz nachdem sich die beiden kennenlernen, wird Inman Soldat der Konföderationstruppen. Er wird schwer verletzt, desertiert und schlägt sich in die Heimat durch, wo er nach vier Jahren wieder mit Ada zusammentrifft. Ihr Glück findet schon nach der ersten Nacht ein jähes Ende durch die von dem brutalen Teague geführte Heimatwache. Die Erzählung ist nicht linear, sondern zeigt die Reise Inmans und das Leben Adas in Form einzelner Episoden, Rückblenden und Simultanszenen.

### Kurzfassung
Erster Akt. Teague und seine Leute suchen nach dem desertierten Sohn des Farmers Bill Owens, töten Bill und nehmen den Sohn fest, als der seinem Vater beistehen will. Der schwerverletzte Inman hat genug von den Gräueln des Kriegs und beschließt, nach Hause zu seiner Geliebten Ada zurückzukehren. Diese muss sich nach dem Tod ihres Vaters zunächst allein um die Black Cove Farm kümmern, findet aber bald Hilfe durch Ruby, die ihr alles Nötige beibringt. Auf seiner Reise begegnet Inman dem Prediger Solomon Veasey und hält diesen davon ab, die von ihm geschwängerte Laura zu töten. Veasey verliert seine Stellung und beginnt eine neue Arbeit als Fährmann. Als Inman etwas später seine Dienste in Anspruch nehmen muss, werden die beiden von der Heimatwache entdeckt und verfolgt. Ihr Boot kentert, und sie werden bewusstlos ans Ufer gespült. Dort werden sie von Lila und ihren drei Schwestern gefunden, die sie gegen Kopfgeld an die Heimatwache ausliefern. Auf der Farm kommt es zu einem Wiedersehen zwischen Ruby und ihrem für tot gehaltenen Vater Stobrod, der ebenfalls desertiert ist und sich auf der Flucht befindet. Obwohl die beiden kein gutes Verhältnis zueinander hatten, schützt Ruby ihn vor Teague und seinen Leuten. Sie duldet seine Anwesenheit jedoch nicht auf der Farm selbst. Inman und Veasey wurden in eine Chain-Gang eingereiht. Als die Gruppe in die Nähe feindlicher Truppen kommt, nutzt Inman die Gelegenheit zu einem Fluchtversuch, da er davon ausgeht, dass die Wächter es nicht wagen würden, auf sie zu schießen. Die Hoffnung wird jedoch getäuscht: Die Wachen erschießen alle Mitglieder der Chain-Gang und werden anschließend von den Soldaten angegriffen. Inman überlebt bewusstlos unter den Leichen seiner Mitgefangenen.
Zweiter Akt. Die entlaufene Sklavin Lucinda befreit Inman von seinen Ketten, als sie die Taschen der Toten nach Essbarem durchsucht. Er macht sich wieder auf die Reise. In Stobrods Lager leben nun auch sein Gefährte Pangle und Reid, ein Junge aus Georgia. Inman gewinnt das Vertrauen der jungen Mutter Sara und hilft ihr bei der Verteidigung ihrer Hütte gegen Plünderer. Teague weiß inzwischen, dass Rubys Vater noch lebt. Wenig später entdecken er und die Heimatwache das Waldlager und erschießen Stobrod und Pangle. Reid kann fliehen und Ruby davon berichten. Sie und Ada machen sich auf den Weg, um die beiden zu beerdigen. Dabei stellen sie fest, dass Stobrod noch lebt. Auch Inman ist inzwischen in der Heimat angelangt und trifft im Wald wieder mit Ada zusammen. Obwohl sich beide stark verändert haben, wollen sie ihre Beziehung wieder aufnehmen. Als sie nach der gemeinsam verbrachten Nacht zur Farm herabsteigen wollen, werden sie von Teague und der Heimatwache aufgegriffen. Bei dem folgenden Schusswechsel tötet Inman alle Gegner bis auf den zwölfjährigen Birch. Dieser ergibt sich nur zum Schein und erschießt Inman, der in Adas Armen stirbt. Neun Jahre später leben Ada und Ruby noch immer auf der Farm. Ada hat eine kleine Tochter von Inman und Ruby drei kleine Kinder. Der Anblick des Orion im Himmel erinnert Ada an Inman. Dieses Sternbild hatten sie vor seinem Aufbruch in den Krieg und ihrem ersten Kuss betrachtet.

### Erster Akt
Szene 1: Bill Owens’ Farm. Teague, Anführer der lokalen Heimatwache, nähert sich mit einem Lied auf den Lippen (Teague: „Peaches In The Summertime“). Der alte Bill Owens empfängt ihn misstrauisch mit geladener Waffe. Er weiß, dass Teague auf der Suche nach Deserteuren ist. Teague begutachtet das Loch eines frisch ausgegrabenen Baumstumpfs und meint, dass Owens das nicht allein geschafft haben könne. Owens’ Sohn müsse wohl in der Nähe sein. Owens zieht seine Waffe, wird aber von Teagues Leuten, die sich erst jetzt zeigen, zurechtgewiesen. Auf ein Signal Teagues ersticht einer der Männer den Farmer. Er wird in das Erdloch geworfen. Mit seinen letzten Worten ermahnt Owens seinen versteckten Sohn, sich fernzuhalten. Der will jedoch seinem Vater beistehen, eilt aus seinem Versteck und wird von der Heimatwache festgenommen.
Szene 2: Krankenhaus der Konföderierten in Raleigh, North Carolina. Die Verwundeten sehen zu, wie ein in der letzten Nacht verstorbener Soldat fortgetragen wird (Chor: „What Was His Name?“). Der schwer verletzte Inman blättert nachdenklich in dessen Tagebuch. Ein Blinder spricht ihn an, und Inman erzählt ihm von seinen schrecklichen Kriegserlebnissen (Arie Inman: „The Metal Age“). An einer anderen Stelle des Hofs nähert sich Teague Inmans Geliebter Ada und hilft ihr bei ihrer Suche nach einem Ei. Adas Vater Monroe ist kürzlich verstorben. Seitdem muss sie sich alleine um die Farm kümmern.
Szene 3: Friedhof auf Cold Mountain. Im Gespräch mit ihrem Vater Monroe erinnert sich Ada, wie sie Inman in der örtlichen Kirche kennenlernte (Rückblenden-Szene).
Szene 4: Black Cove Farm. Die energetische Ruby erscheint. Sie sucht eine Arbeitsstelle auf der Farm und wundert sich darüber, dass die in Erinnerungen versunkene Ada mit einem Unsichtbaren zu sprechen scheint. Die beiden Frauen unterhalten sich über den Verlust ihrer Eltern. Ruby stellt ihre Fähigkeiten unter Beweis, indem sie einen aggressiven Hahn erlegt. Sie will ohne Bezahlung als Adas Partnerin auf der Farm arbeiten.
Szene 5: Eine Schlucht entlang eines Flusses. Der Prediger Solomon Veasey trägt die unter Drogen gesetzte und bewusstlose Laura zu einer Klippe, um sie herunterzustoßen. Er ist verzweifelt über sein Vorhaben und erleichtert, als Inman ihn mit vorgehaltener Waffe davon abhält. Laura und er hatten ein Liebesverhältnis, durch das sie schwanger wurde. Jedoch ist er bereits mit einer anderen Frau verlobt. Er hat inzwischen seinen Glauben verloren. Inman nimmt Veaseys Waffe an sich. Als sich die Heimatwache nähert, bedroht er den Prediger, damit er ihn nicht verrät. Um sich abzusichern, schreibt er Veaseys Taten auf und knebelt ihn.
Szene 6: Früher Morgen, Black Cove Farm. Ruby erklärt Ada die Grundzüge der Farmwirtschaft. Ada hat zwar eine höhere Bildung erhalten, aber von den praktischen Dingen wenig Ahnung. Ruby dagegen, deren Mutter bei ihrer Geburt verstorben war und deren Vater sich nie um sie gekümmert hatte, bis er im Krieg fiel, musste durch die harte Schule des Lebens gehen (Arie Ruby: „My Only Teacher Was Hunger“). Ada zeigt Ruby einen Brief von Inman, in dem dieser verspricht, zu ihr zurückzukehren, sobald dies möglich ist. Sie möchte die Farm daher nicht verlassen. Szenenwechsel: Im Wald erinnert sich Inman an die gemeinsame Weihnachtsfeier mit Ada vor vier Jahren (Duett Ada/Inman: „Why can’t we just be here together?“).
Szene 7: Cape Fear River. Auf seiner Flucht vor der Heimatwache gelangt Inman bei stürmischem Wetter an einen Fluss und ruft einen Fährmann herbei. Es handelt sich um Veasey. Der verlangt seine Pistole zurück und als Gegenleistung für die Überfahrt auch die Waffe Inmans. Er erzählt, dass ihn der Diakon und andere verprügelt hätten, nachdem sie Inmans Notiz gelesen hatten. Er hatte noch Glück, mit dem Leben davonzukommen, und will nun ein neues Leben in Texas beginnen. Plötzlich fallen Schüsse: Die Heimatwache hat das Boot entdeckt. Da es bereits ein Leck hat, drehen sie es um und nutzen es als Schild. Es wird von der Strömung davongetragen (Orchesterzwischenspiel).
Szene 8: Der nächste Morgen, am Flussufer entlang. Lila und ihre drei Schwestern Katie, Olivia und Claire finden Inman und Veasey bewusstlos am Ufer. Sie kümmern sich um die beiden, wecken sie und zeigen besonders viel Interesse an Inman. Lilas Mann Junior, ein Fischer, kommt hinzu und gibt ihnen zu trinken. Allerdings hat er zuvor ein Betäubungsmittel in das Getränk getan. Er holt die Männer der Heimatwache und übergibt ihnen die beiden, da er für jeden ausgelieferten Deserteur ein Kopfgeld von fünf Dollar erhält. Inman und Veasey werden in eine Chain-Gang eingereiht und fortgeführt.
Szene 9: Black Cove Farm. Ruby erklärt Ada die verschiedenen Geräusche der Umgebung. Während sie auf den Wind lauschen, hören sie ein Stöhnen. Es ist Rubys für tot gehaltener Vater Stobrod, dessen Arm in einer Tierfalle feststeckt, aus der er Essen stehlen wollte. Auch er ist desertiert. Als sich Teague singend nähert, hilft Ruby ihrem Vater widerwillig, ein Versteck zu finden. Teague hat den zwölfjährigen Waisenjungen Birch bei sich, um den er sich seit dem Tod seines Vaters kümmert. Sowohl Birch als auch Teague kommen dem Versteck Stobrods gefährlich nahe. Teague will von Ada wissen, wer ihren Zaun gebaut hat (Arie Teague: „A Fence Is A Good Thing“). Endlich ziehen sich Teague und Birch zurück, und Stobrod kann sein Versteck verlassen. Seine Hoffnung auf eine Versöhnung mit seiner Tochter wird jedoch enttäuscht: Sie weist ihn von der Farm.
Szene 10: Die Chain Gang. Inman, Veasey und die anderen Deserteure werden unter bewaffneter Aufsicht fortgeführt. Veasey versucht vergeblich, die Wachen zu überzeugen, dass er kein Deserteur, sondern Prediger ist. Als sie Truppen der Konföderierten bemerken, müssen sich alle verstecken. Inman nutzt die Gelegenheit, die Mitgefangenen zu einem Ausbruchsversuch zu überreden. Er hofft, dass die Wächter es nicht wagen, auf sie zu schießen. Der Versuch scheitert jedoch. Nach dem ersten Schuss eines einzelnen Wächters eröffnen die anderen das Feuer auf die Fliehenden. Die Konföderierten greifen an und verfolgen die Männer der Heimatwache. Nur Inman überlebt bewusstlos unter dem Haufen seiner toten Mitgefangenen. Eine Rückblende zeigt seinen Abschied von Ada vor seinem Aufbruch in den Krieg im Jahr 1861. Sie betrachten die Sterne des Orion und küssen sich zum ersten Mal. Inman hofft, dass der Krieg nicht länger als sechs Monate dauern wird und er dann zu ihr zurückkehren kann (Duett Ada/Inman: „Come Back To Cold Mountain“).

### Zweiter Akt
Szene 1. Nach der Orchestereinleitung sieht man den Leichenberg in derselben Position wie am Ende des ersten Akts. Die entlaufene schwarze Sklavin Lucinda durchsucht die Taschen der Toten nach Essbarem. Sie erschreckt, als sie feststellt, dass Inman noch lebt (Duett Lucinda/Inman: „Is That All You Got?“). Er beruhigt sie und weist auf einen toten Heimatwachen-Mann, der noch Brot bei sich trägt. Als Lucinda ihm ein Foto Adas zeigt, das sie in seiner eigenen Tasche gefunden hat, bricht Inman in Tränen aus. Obwohl Lucinda ihm nicht traut, wirft sie ihm den Kettenschlüssel des Wachmanns zu, bevor sie fortläuft.
Szene 2. Zu einem Orchesterzwischenspiel („Inman Walking“) sieht man Inman ununterbrochen wandern, während der Himmel die verschiedenen Mondphasen zeigt. Nach 28 Tagen ist Neumond, und der Himmel wird von Sternen dominiert. Beim Anblick des Orion beginnt Inman zu singen.
Szene 3. Ada und Inman denken aneinander und an die Veränderungen, denen sie beide in vier Jahren unterworfen waren (Duett Ada/Inman: „Orion“).
Szene 4: Stobrods Lager. Ruby und Ada bringen Stobrod und seinem Genossen Pangle etwas Essen und Mäntel. Noch ein dritter Mann befindet sich im Lager: Reid, der „Georgia boy“. Erst jetzt erfährt Ruby, dass ihr Vater Fiedel spielen kann. Trotz all seiner Versuche, ihr Vertrauen zu gewinnen, bleibt sie abweisend.
Szene 5: Saras Hütte. Inman begegnet der jungen Mutter Sara. Da ihr Baby ständig schreit, rät er ihr, es mit ein paar Tropfen Whisky auf einem Stofffetzen zu beruhigen. Sie erzählt ihm, dass ihr Mann im Kampf gefallen sei und sein Kind nie gesehen habe. Sie muss nun selbst für sich und das Kind sorgen. Allerdings haben Plünderer bereits ihre Kuh geraubt und die Scheune in Brand gesteckt. Inzwischen ist das Baby eingeschlafen, und Sara gibt dem hungrigen Inman dankbar etwas zu essen. Sie bittet ihn, die Nacht in ihrem Bett zu verbringen, um das Gefühl zu haben, nicht alleine zu sein.
Szene 6: Black Cove Farm. Teague zeigt Ruby einen Zeitungsausschnitt mit einer Liste von Deserteuren, die auch den Namen ihres Vaters enthält. Er weiß daher, das Stobrod noch lebt. Teague überlässt Ruby das Papier und geht. Anschließend sucht sie darin den Namen Inman und ist erleichtert, ihn nicht zu finden.
Szene 7: Saras Hütte. Sara weckt Inman, als sich drei bewaffnete Konföderationssoldaten (Ethan, Thomas und Charlie) dem Haus nähern. Während er sich versteckt, versucht Sara, die Männer abzuwimmeln. Sie verlangen jedoch nachdrücklich etwas zu essen und bedrohen ihr Baby. In ihrer Not gesteht Sara, dass sich ein Schwein hinter dem Haus befinde. Als Thomas nachschaut, wird er von Inman überwältigt und erdrosselt. Anschließend erschießt Inman mit Thomas’ Waffe auch Ethan. Sara reißt ihr Kind an sich und bringt es ins Haus, bevor sie Charlie mit ihrem eigenen Gewehr tötet.
Das folgende Orchesterzwischenspiel begleitet das Fidelspiel von Stobrod und Pangle in ihrem Waldlager.
Szene 8: Black Cove Farm. Während Ada das Grab ihres Vaters schmückt, grübelt Ruby über ihre problematische Beziehung zu ihrem eigenen Vater (Quintett Ada/Ruby/Inman/Stobrod/Pangle: „I Should Be Cryin’ But I Just Feel Numb“).
Szene 9: Stobrods Lager. Teague und seine Leute entdecken das Lager von Stobrod und Pangle. Reid kann sich rechtzeitig verstecken und beobachtet, wie die Männer der Heimatwache seine Freunde erschießen. In einer Simultanszene berichtet er Ruby und Ada davon, während das Geschehen noch abläuft.
Szene 10: Besteigung des Cold Mountain. Begleitet von den Geistern der Kriegstoten wandern Ruby und Ada langsam den Berg hinauf, um Stobrod und die anderen zu beerdigen (Chor: „Our Beautiful Country“). Sie stellen fest, dass Stobrod noch lebt. Ruby macht sich auf die Suche nach Hilfsmitteln, um ihren Vater zu versorgen. Unterdessen wickelt Ada den Bewusstlosen in Decken und singt für ihn (Arie Ada: „I Feel Sorry for You“). Nachdem Ruby zurückgekehrt ist, geht Ada auf die Jagd nach Truthähnen. Etwas abseits findet Inman die Fidel Stobrods. Ein Schuss Adas schreckt ihn auf. Er zieht seine Pistole und richtet sie auf die Eintreffende. Auch Ada richtet ihre Gewehr auf den vermeintlich Fremden.
Szene 11: Deep in the woods on Cold Mountain. Inman erkennt seine Geliebte als erster. Sie benötigt länger, da er durch die langen Entbehrungen stark verändert ist. Ada ruft Ruby hinzu, und gemeinsam bringen sie Inman ins Lager, wo er zusammenbricht.
Szene 12: Rubys und Adas Lager. Obwohl Ada und Inman nicht mehr dieselben sind wie vor dem Krieg, wollen sie zusammenbleiben. Sie wollen sich gegenseitig alle Erlebnisse erzählen (Chor: „Tell Her“) und umarmen sich für eine Liebesnacht. Unterdessen wacht Ruby bei ihrem Vater. Am nächsten Morgen machen Ada, Ruby und Inman Pläne für die Zukunft. Inman glaubt, die größten Überlebenschancen hätte er, wenn er sich von den Yankees gefangen nehmen ließe. Nach Kriegsende will er zur Farm zurückkehren. Als sich alle zusammen auf den Weg hinab zur Black Cove Farm machen, erscheinen Teague und seine Leute mit gezogenen Waffen. Ein Kampf bricht aus, in dem es Inman gelingt, alle Gegner zu töten. Nur der junge Birch hat sich hinter einem Baum versteckt. Inman verspricht, ihn gehen zu lassen, wenn er seine Waffen ablegt. Birch wirft sein Gewehr zu Boden. Als Inman es aufheben will, zieht Birch eine Pistole und erschießt ihn. Inman stirbt in Adas Armen.
Szene 13: Black Cove Farm – Epilog, neun Jahre später. Nach einem längeren Orchesterzwischenspiel sieht man ein neunjähriges Mädchen, das einer Spieluhr lauscht. Rubys drei Kinder laufen hinzu. Sie kommen gerade von einem Picknick. Ruby fordert sie auf, zu Bett zu gehen. Alle bis auf das Mädchen ziehen sich zurück. Dieses betrachtet den Himmel, ruft seine Mutter Ada und zeigt ihr den Orion. Ada fühlt sich an Inman erinnert.

## Gestaltung

### Orchester
Die Orchesterbesetzung der Oper enthält die folgenden Instrumente:
- Holzbläser: zwei Flöten (2. auch Piccolo), zwei Oboen (2. auch Englischhorn), zwei Klarinetten (2. auch Bassklarinette), zwei Fagotte (2. auch Kontrafagott)
- Blechbläser: vier Hörner, drei Trompeten (1. auch Piccolotrompete in B), zwei Posaunen, Bassposaune, Tuba
- Harfe
- Schlagzeug (drei Spieler)
- Streicher

### Musik
Ein wiederkehrendes Strukturelement der Oper ist der Männerchor, der mit den Stimmen der Heimatwache, der Verwundeten („What Was His Name“), der Deserteure oder der Geister der Toten („Our Beautiful Country“, II:10) spricht oder die Gedanken der Protagonisten wiedergibt („Tell Her“, II:12). Weitere bemerkenswerte Stücke sind Teagues Lied „Peaches in the Summertime“ zu Beginn der Oper, Adas Arie „I Feel Sorry for You“ (II:10) und die Sturmmusik. Es gibt viele Ensemblestücke, die in den Simultanszenen auch räumlich voneinander getrennte Personen vereinen.

## Werkgeschichte
Die Komponistin Jennifer Higdon begann die Arbeit an dieser Oper im Jahr 2009 in enger Zusammenarbeit mit dem Librettisten Gene Scheer. Das Libretto lehnt sich eng an die Novelle Unterwegs nach Cold Mountain von Charles Frazier an. Das Werk entstand im Gedenken an den 150. Jahrestag des Amerikanischen Bürgerkriegs. Die Uraufführung sollte ursprünglich an der San Francisco Opera stattfinden. Die Komponistin, die einen Großteil ihrer Jugend in der Nähe des Handlungsorts verbracht hatte, ließ viele ihrer Kenntnisse über die Musik der Südstaaten in die Partitur und in den Text der Oper einfließen. Sie arbeitete mehr als zwei Jahre an der Komposition.
Die Uraufführung fand am 1. August 2015 unter der musikalischen Leitung von Miguel Harth-Bedoya an der Santa Fe Opera statt. Regie führte Leonard Foglia. Die Bühne stammte von Robert Brill, die Kostüme von David C. Woolard, das Lichtdesign von Brian Nason und die Projektionen von Elaine J. McCarthy. Die Hauptrollen sangen Nathan Gunn (Inman), Isabel Leonard (Ada), Emily Fons (Ruby), Jay Hunter Morris (Teague), Kevin Burdette (Stobrod und blinder Mann), Roger Honeywell (Veasey), Robert Pomakov (Owens, Ethan und Chain-Gang-Wache) und Anthony Michael-Moore (Monroe, Pangle und Chain-Gang-Wache).
Die Aufführung hatte großen Erfolg und wurde bei den International Opera Awards 2016 als beste Uraufführung ausgezeichnet. Der bei Pentatone auf CD erschienene Mitschnitt wurde für zwei Grammy Awards nominiert. Charles Frazier, der Autor der Romanvorlage, erlebte die Premiere im Publikum mit und beschrieb sie später als „überwältigend erfreuliche Erfahrung“ („overwhelmingly gratifying experience“). Der Rezensent David Shengold nannte als Stärken des Werks die „feinen Texturen und [die] kluge[] Gliederung des Orchestersatzes“ sowie das jederzeit verständliche Libretto. Die Dramaturgie des Schlusses empfand er als irreführend, da nach der großen Chorszene des zweiten Akts mit „Finalcharakter“ die Oper keineswegs endet. Das Werk sei „für einen Erstling mehr als respektabel“. Eine negative Rezension schrieb Charles T. Downey für The Classical Review. Er kritisierte u. a. die vielen Simultanszenen, durch die die Wiedervereinigung von Ada und Inman am Ende der Oper ihre Schlagkraft verliere, da sie bereits den ganzen Abend lang zusammen gesungen hätten. Die Orchesterbehandlung fand er begrenzt und klischeehaft, die des Chores statisch und etwas langweilig.
Für die nächste Aufführungsreihe an der Opera Philadelphia 2016 wurde die Oper geringfügig überarbeitet. Weitere Produktionen gab es 2017 in North Carolina und 2018 an der Minnesota Opera.

## Aufnahmen
- 2015 – Miguel Harth-Bedoya (Dirigent), The Santa Fe Opera Orchestra, Mitglieder des The Santa Fe Opera Apprentice Program for Singers.
 Nathan Gunn (Inman), Isabel Leonard (Ada), Emily Fons (Ruby), Jay Hunter Morris (Teague), Kevin Burdette (Stobrod/blinder Mann), Roger Honeywell (Veasey), Robert Pomakov (Owens/Ethan/Chain-Gang-Aufseher), Anthony Michaels-Moore (Monroe/Pangle/Chain-Gang-Aufseher), Bridgette Gan (Lila), Heather Phillips (Katie), Shabnam Kalbasi (Olivia), Megan Marino (Claire), Chelsea Basler (Sara), Deborah Nansteel (Lucinda), Daniel Bates (Junior/Charlie), Roy Hage (Reid/Chain-Gang-Aufseher), Tyler Putnam (Thomas), Adrian Kramer (Owens Sohn), Andrea Núñez (Laura), Nicholas Ottersberg (Birch), Cadence Dennis (Adas Tochter).
 Live-Mitschnitt der Uraufführung aus der Santa Fe Opera.
 Pentatone PTC 5186 583 (2 CDs).[8]